# Supercopa Sudamericana 1994
Navigation
Édition précédente Édition suivante
La Supercopa Sudamericana 1994 voit le sacre du CA Independiente qui bat Boca Juniors au cours d'une finale 100 % argentine, lors de cette septième édition de la Supercopa Sudamericana, une compétition disputée par tous les anciens vainqueurs de la Copa Libertadores. Toutes les rencontres sont disputées en matchs aller et retour et la règle des buts marqués à l'extérieur n'est pas appliquée. 
C'est la deuxième fois que la finale oppose deux clubs argentins, après celle de l'édition 1989, qui avait déjà vu s'affronter Boca Juniors et l'Independiente, pour un résultat inverse. Les clubs brésiliens et argentins ont une fois encore dominé la compétition, laissant seulement une place en quart de finale pour un club autre, à savoir les Chiliens de Colo Colo.

## Équipes engagées
- Peñarol - Vainqueur en 1960, 1961, 1966, 1982 et 1987
- Santos FC - Vainqueur en 1962 et 1963
- CA Independiente - Vainqueur en 1964, 1965, 1972, 1973, 1974, 1975 et 1984
- Racing Club de Avellaneda - Vainqueur en 1967
- Estudiantes de La Plata - Vainqueur en 1968, 1969 et 1970
- Club Nacional de Football - Vainqueur en 1971, 1980 et 1988
- Cruzeiro EC - Vainqueur en 1976
- CA Boca Juniors - Vainqueur en 1977 et 1978
- Club Olimpia - Vainqueur en 1979 et 1990
- CR Flamengo - Vainqueur en 1981
- Grêmio Porto Alegre - Vainqueur en 1983
- Argentinos Juniors - Vainqueur en 1985
- CA River Plate - Vainqueur en 1986
- Atlético Nacional - Vainqueur en 1989
- Colo Colo - Vainqueur en 1991
- São Paulo FC - Vainqueur en 1992 et 1993

## Premier tour
| Équipe 1            | Résultat | Équipe 2                  | Aller | Retour |
| ------------------- | -------- | ------------------------- | ----- | ------ |
| Club Olimpia        | 2 - 4    | Cruzeiro EC               | 2 - 0 | 0 - 4  |
| CR Flamengo         | 0 - 2    | Estudiantes de La Plata   | 0 - 0 | 0 - 2  |
| Santos FC           | 1 - 4    | CA Independiente          | 1 - 0 | 0 - 4  |
| Grêmio Porto Alegre | 3 - 2    | Racing Club de Avellaneda | 1 - 1 | 2 - 1  |
| Colo Colo           | 5 - 2    | Argentinos Juniors        | 4 - 1 | 1 - 1  |
| Atlético Nacional   | 1 - 3    | São Paulo FC'T'           | 0 - 2 | 1 - 1  |
| Peñarol             | 2 - 4    | Boca Juniors              | 1 - 0 | 1 - 4  |
| CA River Plate      | 3 - 2    | Club Nacional de Football | 2 - 2 | 1 - 0  |

## Quarts de finale
| Équipe 1                | Résultat      | Équipe 2         | Aller | Retour |
| ----------------------- | ------------- | ---------------- | ----- | ------ |
| Estudiantes de La Plata | 1 - 3         | Cruzeiro EC      | 1 - 0 | 0 - 3  |
| Grêmio Porto Alegre     | 1 - 3         | CA Independiente | 1 - 1 | 0 - 2  |
| Colo Colo               | 3 - 5         | São Paulo FC'T'  | 2 - 1 | 1 - 4  |
| CA River Plate          | 1 - 1 4-5 tab | Boca Juniors     | 0 - 0 | 1 - 1  |

## Demi-finales
| Équipe 1     | Résultat | Équipe 2         | Aller | Retour |
| ------------ | -------- | ---------------- | ----- | ------ |
| Cruzeiro EC  | 1 - 4    | CA Independiente | 1 - 0 | 0 - 4  |
| Boca Juniors | 2 - 1    | São Paulo FC     | 2 - 0 | 0 - 1  |

## Finale
- Matchs disputés les 3 et 9 novembre 1994.

| Équipe 1     | Résultat | Équipe 2         | Aller | Retour |
| ------------ | -------- | ---------------- | ----- | ------ |
| Boca Juniors | 1 - 2    | CA Independiente | 1 - 1 | 0 - 1  |